# Hans Nolpa

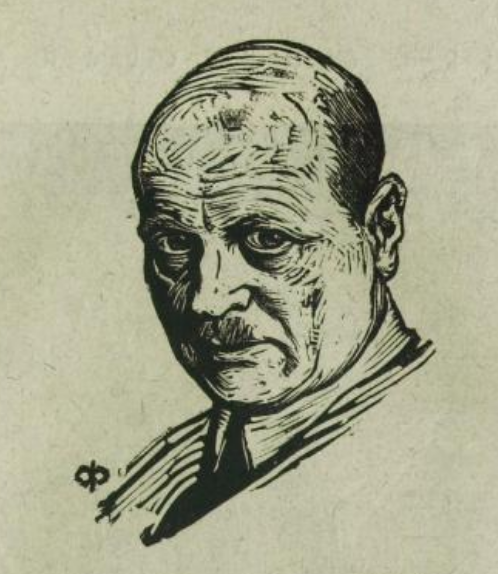
Porträt aus der Zeit um 1924

Hans Nolpa (* 5. April 1878 in Stargard (Preußen); † 31. Dezember 1930) war ein deutscher Maler und Zeichner.

## Leben und Werke
Hans Nolpa war der Sohn eines Schneidermeisters. Laut seinen eigenen Aussagen wollte er schon als Vierzehnjähriger Maler werden, absolvierte aber auf Wunsch seiner Mutter zunächst eine Lehre als Fotograf und arbeitete etwa 15 Jahre lang in diesem Beruf. Im Alter von 30 Jahren trat er 1908 in Gabriel von Hackls Zeichenklasse ein und studierte dann einige Semester lang an der Kunstakademie in München, um anschließend als Künstler sein Brot zu verdienen. Zwar hätte er lieber im Stil von der Ostades gemalt, doch „das Leben forderte“ nach seinen Worten „Reklamezeichnungen, dekorative Malereien, Schnitzereien, kunstgewerbliche Entwürfe und vielerlei anderes“. Nolpa bevorzugte die Technik des Holzschnitts. Er war in Dresden, Alsbach und München tätig und gehörte zu den Mitarbeitern der Fliegenden Blätter. Er publizierte 1913 Die Tempera-Malerei und ihre Anwendung in Handwerk und Kunst und 1922 die Schrift Der Flachschnitt in Holz und Linoleum nebst dem modellierten Flachschnitt. Beide Werke erschienen bei Otto Maier in Ravensburg. Nolpa illustrierte unter anderem Ludwig Bechsteins Schönste Märchen. Das Buch wurde 1925 bei Enßlin & Laiblin in Reutlingen gedruckt.